# Malaconothrus silvaticus
Malaconothrus silvaticus är en kvalsterart som beskrevs av Pérez-Íñigo och Baggio 1985. Malaconothrus silvaticus ingår i släktet Malaconothrus och familjen Malaconothridae. Inga underarter finns listade i Catalogue of Life.